# أوربان لوفيرييه
أوربان لوفيريي (بالفرنسية: Urbain Jean Joseph Le Verrier)‏ هو عالم فلك وعالم رياضيات فرنسي اختص أساسا في ميكانيك الأجرام السماوية. ولد في 11 مارس 1811 وتوفي في 23 سبتمبر 1877. عمل في مرصد باريس معظم حياته.
اشتهر أساسا بفضل تمكنه تحديد وجود الكوكب نبتون وتحديد موقعه باستعمال الرياضيات فقط.
عندما لم يظهر أورانوس في المكان الذي توقعه العلماء قام العالم لوفيريي بتقديم مكان وكتلة كوكب آخر (غير معروف حينها) والذي قد يكون هو المسبب للتغيرات الملاحظة في حركة أورانوس في مداره حول الشمس. وقد تم تجاهله من قبل الفلكيين الفرنسيين وعندها قام بإرسال توقعاته إلى الفلكي الألماني يوهان جدفريد جال في مرصد برلين والذي وجد الكوكب المقترح من قبل لوفيريي خلال أول ليلة بحث عام 1846.

## مساره الدراسي
انظر إلى خوارزمية فادييف-لوفيرييه التي تمكن من حساب متعددة الحدود المميزة لمصفوفة ما.

## علم الجو
عندما صار مديرا لمرصد باريس، ورث أيضا قسما صغيرا من المرصد يعمل على علم الأرصاد الجوية. في ذلك العصر، لم يكن ذلك العلم متطورا تطورا كبيرا.
انظر إلى حرب القرم وإلى البحر الأسود وإلى نابليون الثالث.

## تكريمه
- اسمه ضمن قائمة الأسماء المنقوشة على برج إيفل.
- توجد في العديد من المدن الفرنسية أزقة تحمل اسمه منها باريس وليل وتوركوان ونانت وجوي لي تورز وتولوز وسانت لو وغيرها.

## روابط خارجية
- أوربان لوفيرييه على موقع الموسوعة البريطانية (الإنجليزية)